# Kennebunkport (Maine)
Kennebunkport – miasto w Stanach Zjednoczonych, w stanie Maine, w hrabstwie York.